# Liste der Pfarrer an der Georgskirche (Hausen an der Zaber)

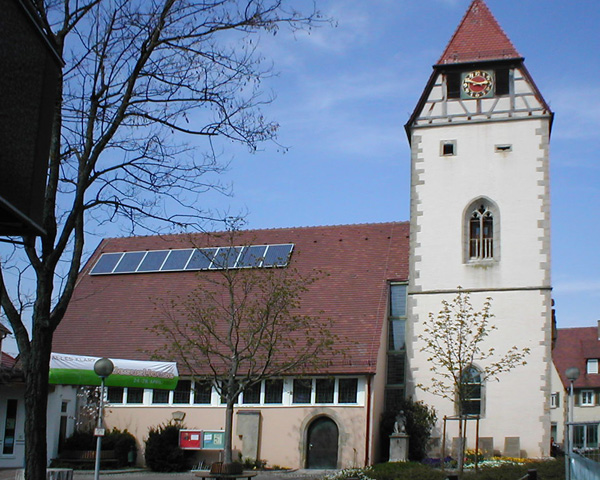
Die Georgskirche in Hausen an der Zaber

Diese Liste führt die Pfarrer der Georgskirche in Hausen an der Zaber.
Die Kirche geht auf eine Kapelle um das Jahr 1000 zurück, die zunächst Filiale der Martinskirche in Meimsheim war. Frühe Nennungen bezeichnen zumeist Frühmesser oder Kapläne. 1468 wurde die Georgskirche zur Pfarrkirche erhoben. Im Zuge der Reformation in Württemberg wurde die Kirche schließlich evangelisch. Auf einer Wandmalerei haben sich die Namen aller evangelischer Pfarrer seit der Reformation erhalten.

## Pfarrer und Geistliche bis zur Reformation
| Name              | Anmerkung                                                                              | Jahr       |
| ----------------- | -------------------------------------------------------------------------------------- | ---------- |
| Bechtold Groß     | Frühmesser                                                                             | 1423, 1440 |
| Jodocus Byhinger  | 1475 Kaplan in Brackenheim, gest. 1487, Grabstein in der Johanniskirche in Brackenheim | 1473       |
| Emerich Emhart    | 1491 Kaplan in Brackenheim                                                             | 1476, 1489 |
| Sebastian Bolhack | Frühmesser                                                                             | 1493       |
| Conrad            | Name mit unleserlichem Zusatz in der Sakramentsnische eingehauen                       | nach 1495  |
| Johannes Emhart   | Pfarrer                                                                                | bis 1508   |
| Jacob Dhemlinger  | Frühmesser, von Bönnigheim                                                             | um 1524    |

## Evangelische Pfarrer seit der Reformation
| Name                              | Anmerkung                      | Jahr                         |
| --------------------------------- | ------------------------------ | ---------------------------- |
| Jacob Pfeffinger                  | vor dem Interim                | 1535–1540                    |
| Sigismund (oder Sigmann) Sauber   | Prädikant während des Interims | 1545–1557                    |
| Jacob Pfeffinger                  | nach dem Interim               | 1559–1582                    |
| M. Gotfrid Thum                   |                                | 1581–1587                    |
| M. Josua Grüninger                |                                | 1587–1589                    |
| M. Martin Blanck                  |                                | 1589–1590                    |
| M. Johannes Ludovicus Zwing       |                                | 1590–1607                    |
| M. Conrad Wendnagel               |                                | 1607–1614                    |
| M. Johann Lilienfein              |                                | 1614–1637                    |
| M. Johann Victor Coccyus          |                                | 1637–1670                    |
| M. Johann Heinrich Frischlin      |                                | 1670–1675                    |
| M. Johann Bernhard Rentschler     |                                | 1675–1708                    |
| M. Johann Conrad Brodbeck         |                                | 1708–1715                    |
| M. Christoph Ludwig Süßkind       |                                | 1715–1722                    |
| M. Johann Friedrich Brand         |                                | 1722–1750                    |
| M. Christoph Friedrich Breg       |                                | 1750–1758                    |
| M. Johann Simon Mergenthaler      |                                | 1759–1779                    |
| M. Johann Friedrich Wölfing       |                                | 1779–1784                    |
| M. Gottfried Osiander             |                                | 1784–1786                    |
| M. Christoph Wilhelm Ergenzinger  |                                | 1786–1798                    |
| M. Johann Friedrich Franz Mittler |                                | 1798–1807                    |
| M. Johann Philipp Heinrich Wolff  |                                | 1807–1821                    |
| M. Carl August Paret              |                                | 1821–1830                    |
| Ludwig Benedict Rieber            |                                | 1830–1849                    |
| Maximilian Julius Weiss           |                                | 1849–1867                    |
| Adolf Thuisco Friz                |                                | 1867–1877                    |
| Christian Heinrich Haag           |                                | 1877–1887                    |
| Ludwig Grünenwald                 |                                | 1887–1895                    |
| Dr. Johann Friedrich Losch        |                                | 1895–1903                    |
| Gustav Heinrich Beck              |                                | 1904–1911                    |
| Karl Wilhelm Gottlob Stolpp       |                                | 1913–1915                    |
| Friedrich Hinderer                |                                | 1916–1926                    |
| Gerhard Seybold                   |                                | 1927–1936                    |
| Imanuel Messner                   |                                | 1936–1942                    |
| Wilhelm Brick                     |                                | 1946–1949                    |
| Traugott Hipp                     |                                | 1949–1958                    |
| Eugen Maurer                      |                                | 1958–1963                    |
| Dietrich Schubert                 |                                | 1964–1984                    |
| Ulrich Wildermuth                 | Pfarrverweser                  | 1985–1987                    |
| Roland Krause                     |                                | seit 1987–2015 (Stand: 2015) |